# Amisk
Amisk es un pueblo canadiense situado en la provincia de Alberta.

## Superficie
Amisk tiene una superficie de 0,76 km².

## Demografía
En 2021, tenía 219 habitantes, una densidad poblacional de 288 hab./km², y 105 viviendas.